# Jeremiah Wright

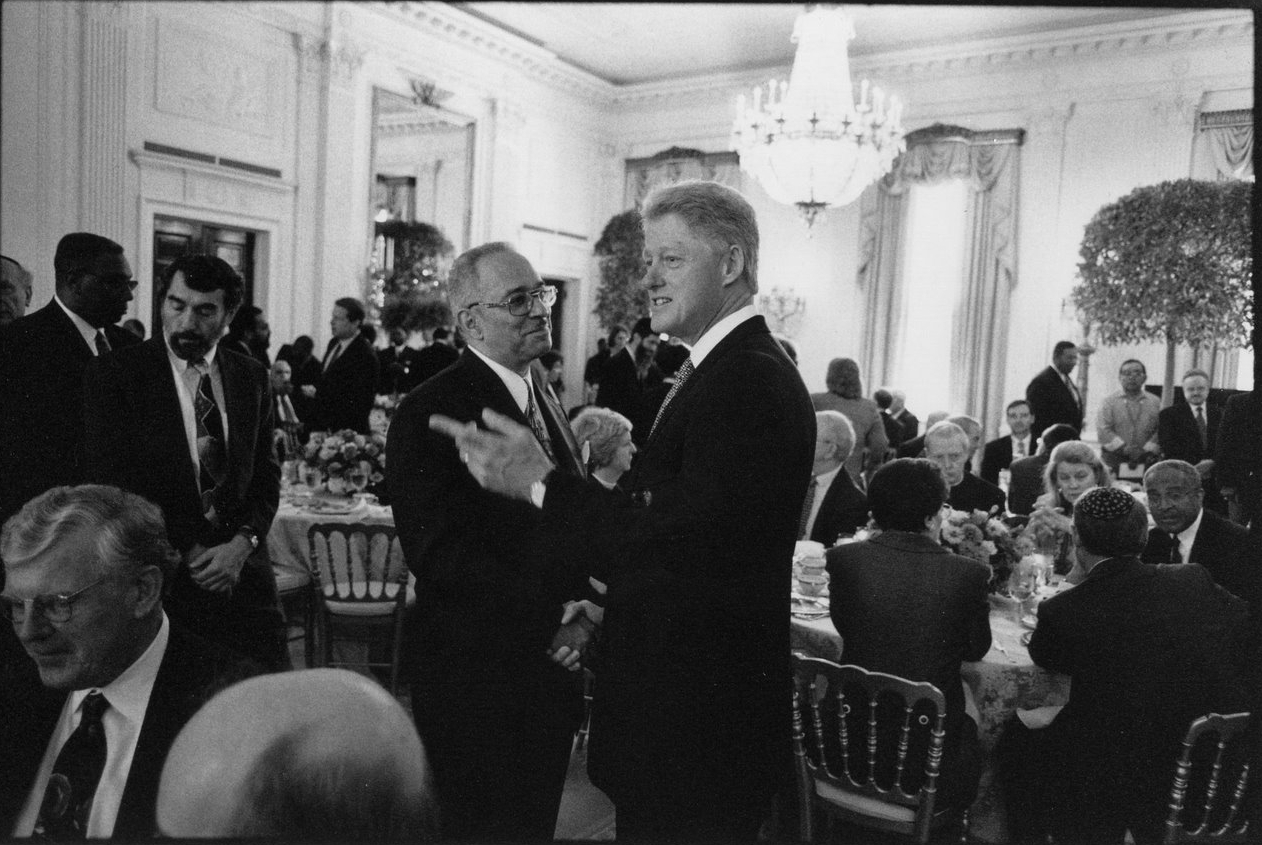
Jeremiah Wright mit Präsident Bill Clinton (1998)

Jeremiah A. Wright, Jr. (* 22. September 1941 in Philadelphia, Pennsylvania) ist ein ehemaliger Pastor der „Trinity United Church of Christ“ (TUCC), einer großen Kirchengemeinde in Chicago, Illinois mit über 10.000 Mitgliedern.

## Werdegang
Wright besuchte von 1959 bis 1961 die Virginia Union University in Richmond.
1961 verließ Wright das College, trat dem Marine Corps (USMC) der Vereinigten Staaten von Amerika bei und wurde Teil der zweiten Division im Dienstrang eines Obergefreiten. 1963, nach zwei Jahren Dienst, ließ er sich zur Navy versetzen und besuchte die Sanitätsschule, die er als Bester seines Jahrgangs und mit einem akademischen Abschluss verließ. Nach seinen Leistungen auf der Sanitätsschule absolvierte er – auf einer weiteren, auf Medizin spezialisierten Militärschule der Marine – eine Ausbildung zum kardiopulmonalen medizinisch-technischen Assistenten. Wright wurde dem medizinischen Team zugeteilt, das beauftragt war, für die Gesundheit von Präsident Lyndon B. Johnson zu sorgen. Als Wright 1967 diese Stellung aufgab, stellte ihm das Weiße Haus bereits drei Belobigungsbriefe aus.
1967 schrieb sich Wright bei der Howard University in Washington, D.C. ein und erwarb in den kommenden zwei Jahren, 1968 und 1969, den Bachelor und den Master in Englisch. Außerdem erwarb er den Master der University of Chicago Divinity School.
Wright erwarb 1990 einen Doktorgrad in Theologie.
Anfang 2008 ging Wright nach 36 Jahren als Oberpastor seiner Gemeinde in den Ruhestand.

## Kontroversen
Wrights Predigtstil und der Inhalt einiger seiner Predigten wurden im Zusammenhang mit dem damaligen Präsidentschaftskandidaten Barack Obama von den Medien wegen des in Teilen kontroversen Inhalts kritisch betrachtet.
Obama sprach in seiner Rede in Philadelphia „A More Perfect Union“ u. a. über dieses Thema und stellte klar, dass die Darstellung Wrights in den Medien nur einen kleinen Teil von dessen politischer Meinung darstelle und deshalb ein verzerrtes Bild an die Öffentlichkeit gerate. Zu den umstrittensten Äußerungen Wrights gehört „Gott verdamme Amerika“ (“God damn America”). Wright selber konkretisierte seine Aussage mehrfach dahin, dass er damit die amerikanische Politik bzw. die Regierung, die diese Politik zu verantworten hat, meine. Er schloss ausdrücklich aus, dass er die amerikanische Bevölkerung meine.
Am 10. Juni 2009 fragte ihn Virginia’s Daily Press, ob er mit Obama gesprochen habe, seit dieser Präsident wurde, worauf er antwortete, “them Jews ain’t gonna let him talk to me.” “They will not let him to talk to somebody who calls a spade what it is. ... I said from the beginning: He’s a politician; I’m a pastor. He’s got to do what politicians do.” (auf Deutsch etwa: „Diese Juden werden ihn nicht mit mir reden lassen.“ „Sie werden ihn nicht mit jemandem reden lassen, der die Dinge beim Namen nennt... ich habe von Anfang an gesagt: Er ist Politiker; ich bin Pastor. Er hat zu machen, was Politiker machen.“).